# Shades of Deep Purple
Albums de Deep Purple
The Book of Taliesyn
(1969)
Singles
1. Hush / One More Rainy Day
Sortie : juin 1968

Shades of Deep Purple est le premier album studio du groupe de hard rock britannique Deep Purple. Il sort le 17 juillet 1968 aux États-Unis chez Tetragrammaton Records et en septembre de la même année au Royaume-Uni chez Parlophone. Il est produit par Derek Lawrence.

## Historique
Cet album est enregistré du 11 au 13 mai 1968 à Londres dans les studios de la maison de disque Pye Records.
Il se compose pour la moitié des titres de reprises. Hush, également parue en single, se classe à la 4e place du Billboard Hot 100, tandis que l'album se classe à la 24e place du Billboard 200 aux États-Unis. En revanche, ni le single, ni l'album n'entrent dans le classement des charts britanniques.
Cet album donne lieu à la tournée Shades of Deep Purple Tour.
Sa réédition en 2000 est augmentée de cinq titres dont un inédit, Shadows et deux titres enregistré en "live", Hey Joe et Hush.

## Liste des titres

### Face 1
| No | Titre                            | Auteur                                            | Durée |
| -- | -------------------------------- | ------------------------------------------------- | ----- |
| 1. | And the Adress                   | Ritchie Blackmore, Jon Lord                       | 4:37  |
| 2. | Hush                             | Joe South                                         | 4:24  |
| 3. | One More Rainy Day               | Rod Evans, Lord                                   | 3:40  |
| 4. | Prelude: Happiness / I'm So Glad | Nikolaï Rimski-Korsakov, Deep Purple / Skip James | 7:19  |

### Face 2
| No | Titre         | Auteur                      | Durée |
| -- | ------------- | --------------------------- | ----- |
| 5. | Mandrake Root | Blackmore, Evans, Lord      | 6:09  |
| 6. | Help          | John Lennon, Paul McCartney | 5:59  |
| 7. | Love Help Me  | Blackmore, Evans            | 3:49  |
| 8. | Hey Joe       | Billy Roberts               | 7:33  |

### Titres bonus

#### Deep Purple Remastered Collection 2000
| No  | Titre                                                               | Auteur                              | Durée |
| --- | ------------------------------------------------------------------- | ----------------------------------- | ----- |
| 9.  | Shadows (Titre inédit)                                              | Blackmore, Evans, Lord, Nick Simper | 3:39  |
| 10. | Love Help Me (Version instrumentale)                                | Blackmore, Evans                    | 3:30  |
| 11. | Help (Prise alternative)                                            | Lennon, McCartney                   | 5:24  |
| 12. | Hey Joe (Enregistré durant l'émission Top Gear, le 14 janvier 1969) | Roberts                             | 4:06  |
| 13. | Hush (En direct à la télévision américaine en 1968)                 | South                               | 3:53  |

## Musiciens
D'après le livret accompagnant l'album :
- Rod Evans : chant
- Ritchie Blackmore : guitare
- Nick Simper : basse, chœurs
- Jon Lord : orgue Hammond B3, piano, chœurs
- Ian Paice : batterie

## Charts

### Charts album
| Pays       | Durée du classement | Meilleur classement |
| ---------- | ------------------- | ------------------- |
| Canada     | 8 semaines          | 19e                 |
| États-Unis | 23 semaines         | 24e                 |

### Charts singles
| Single | Chart               | durée du classement | Position | Date              |
| ------ | ------------------- | ------------------- | -------- | ----------------- |
| Hush   | Hot 100             | 10 semaines         | 4e       | 21 septembre 1968 |
| Hush   | RPM Top Singles     | 11 semaines         | 2e       | 30 septembre 1968 |
| Hush   | Schweizer Hitparade | 4 semaines          | 7e       | 29 octobre 1968   |
| Hush   | UK Singles Chart    | 2 semaines          | 62e      | 18 juin 1988      |